# Judi Werthein
Judi Werthein (Buenos Aires, 1967) es una artista argentina. Fundadora del Centro de Investigaciones Artísticas de Buenos Aires, desarrolla en su actividad artística en arte objeto, instalaciones y pinturas. Su obra se ha expuesto con mayor frecuencia en galerías del mundo que en las de su propio país.
Estudió arquitectura y urbanismo en la Universidad de Buenos Aires (UBA). Entre las galerías en las que ha expuesto se encuentran la Tate Modern, la De Appel, Ámsterdam y el Bronx Museum for the Arts de Nueva York.
Una de sus obras destacadas fue Brinco (2005), que consistió en una obra de arte no objetual consistente en pares de tenis. Dichos objetos fueron diseñados para asistir a las personas que migran a los Estados Unidos y ayudarles a dar el "brinco", término coloquial para definir el cruce ilegal de la frontera estadounidense. Los tenis contenían una brújula, una lámpara así como un mapa con las rutas más populares para cruzar de Tijuana a San Diego. Los 1,000 pares de tenis de la obra fueron producidos en China a un costo de 17 dólares y vendidos en 200 en una tienda de arte de San Diego, como forma de demostrar las tensiones entre las producciones de maquiladoras en China y la venta a altos costos de los productos en otros sitios del mundo. La obra fue expuesta como parte de la muestra internacional inSite_05, relacionada en distintas galerías de México y Estados Unidos.